# Kóstas Polítis
Konstantinos Politis, dit Kóstas Polítis (en grec Κώστας Πολίτης), né le 21 mars 1942 à Athènes en Grèce et mort le 18 juin 2018 dans la même ville, est un joueur et entraîneur grec de basket-ball.

## Palmarès
Joueur
- Champion de Grèce 1967, 1969, 1971

Entraîneur
- Champion de Grèce 1980, 1981, 1982
- Vainqueur de la Coupe de Grèce 1982, 1983
- Champion d'Europe 1987